# Техничка школа Пријепоље
Техничка школа Пријепоље је једна од средњих школа у Пријепољу. Налази се у улици 4 децембра бр. 3.

## Историјат
Женска занатска радничка школа у Пријепољу је основана 1918. на иницијативу женског добровољног и просветног друштва, уз коју је радила, са повременим прекидима, и Вечерња шегртска школа. Године 1946—1947. је почела са радом и Радничка школа која је добила име Школа ученика у привреди и занатству, а касније Школа за КВ раднике. Од свог оснивања школа је пролазила кроз различите фазе развоја и реформи, садржала је занатска занимања: опанчари, пекари, столари, конобари, кројачи, бербери, бравари, лимари и други. Школа се развијала и прилагођавала потребама средине и постепено су се поправљали и просторни, кадровски и материјални услови. Касније су се у школи образовали кадрови потребни привреди средине, индустријски радници: ткачи, конфекционери, прелци, трговци, угоститељи и сва занимања машинске струке. За тридесет и две године рада школа је оспособила 2229 квалификованих радника. Прикључили су се Образовном центру за усмерено образовање 1977, а након три године је престао са радом. Школа за КВ раднике је 1980. израсла у Средњу школу „Сретен Вукосављевић” и под тим називом је радила до 1990. када се издваја угоститељска струка у засебну школу, а ова добија назив Машинско–текстилна школа „Сретен Вукосављевић” под којим је радила до 1998. када прераста у данашњу Техничку школу, а исте године је уведена електротехничка струка. Основна делатност школе је школовање ученика у трогодишњим и четворогодишњим образовном профилима у подручјима рада машинство и обрада метала, електротехника и текстилство.